# Melfa (Virginie)
Pour les articles homonymes, voir Melfa.
Melfa est une municipalité américaine située dans le comté d'Accomack en Virginie.
Selon le recensement de 2010, Melfa compte 408 habitants. La municipalité s'étend sur 0,28 mille carré (0,73 km2).
La localité est fondée lors de l'arrivée du chemin de fer dans l'Eastern Shore de Virginie dans les années 1880. Elle doit son nom à un dirigeant du Pennsylvania Railroad nommé Melfer ou Melfa.
Melfa accueille l'Eastern Shore Community College (en).